# Cratere Florence
Florence  è un cratere sulla superficie di Venere.